# Ventrilo
Ventrilo is een VoIP-programma, waarmee met behulp van een headset met microfoon over internet gebeld kan worden. De eerste versie werd uitgebracht in augustus 2002.

## Toepassingen
Ventrilo wordt, net als Teamspeak, het meest gebruikt voor communicatie tijdens het spelen van computergames. Directe audiocommunicatie tussen teamgenoten is een duidelijk voordeel over communicatie door tekstberichten, aangezien bij de meeste spellen beide handen nodig zijn voor het spelen zelf. Bij First Person Shooters komen waarschuwingen van teamgenoten soms te laat door de vertraging in de verbinding. Bij strategiespellen geeft Ventrilo het grootste voordeel, omdat snelheid hier minder invloed heeft, en bij deze categorie spellen overleg tussen teamgenoten van cruciaal belang is.
Verder wordt Ventrilo regelmatig gebruikt als vervanger voor IRC-achtige chatrooms. Dit kan grootschalig zijn, of kleinschalig (bijvoorbeeld een groep studenten die graag contact houden en elkaar ondersteuning met de studie bieden via een privé-server).
Een andere toepassing voor Ventrilo is door bedrijven voor ondersteuning van klanten, hoewel bedrijven meestal een andere toepassing hebben (bijvoorbeeld traditionele telefonie, Skype of andere 1-op-1 telefonie, gezien dit meestal het meest gewenst is).
Versie 4 is anno 2018 de meest recente versie.

## Trivia
Het programma komt voor in het nummer Vi sitter i Ventrilo och spelar DotA uit 2006, van de Zweedse artiest Jonas Altberg (Basshunter).